# Средняя Лукавка
Сре́дняя Лука́вка — село Петровского сельского поселения Грязинского района Липецкой области. Расположена на реке Лукавке — притоке реки Матыры.
Средняя Лукавка известна по документам с 1782 года. В 1911 году здесь была построена Космодамиановская церковь (региональный ).
На реке Лукавке есть также селения Верхняя Лукавка и Нижняя Лукавка, отсюда определение средняя.

## Население
| 2009 | 2010 | 2013 |
| ---- | ---- | ---- |
| 167  | ↘159 | ↗161 |

## Знаменитые уроженцы
- Шальнев, Анатолий Прокофьевич (род. 1937) — советский, российский инженер, доктор технических наук.
- Шальнев, Борис Михайлович (1936—2019) — поэт, краевед, почётный гражданин Липецкой области.
- Шальнева, Мария Тимофеевна (1921/22—1997) — участница Великой Отечественной войны, военная регулировщица.